# Apocephalus octonus
Apocephalus octonus är en tvåvingeart som beskrevs av Brown 1997. Apocephalus octonus ingår i släktet Apocephalus och familjen puckelflugor. Inga underarter finns listade i Catalogue of Life.